# Steve Simonsen
Steven Preben Arthur "Steve" Simonsen (født 3. april 1979 i South Shields, England) er en tidligere engelsk fodboldspiller. Han spillede for Liverpool-klubberne Tranmere og Everton samt Sheffield United, Preston North End, Dundee og Stoke.
Simonsen var i sine første mange år i Stoke klubbens førstemålmand, men efter at holdet i sommeren 2008 skrev kontrakt med danske Thomas Sørensen, blev han fortrængt til en reserverolle, hvorefter han valgte at forlande klubben. I øjeblikket er det dog bosniske Asmir Begović der vogter målet for Stoke City.

## Landshold
Simonsen har (pr. februar 2011) endnu ikke optrådt for Englands A-landshold, men spillede i 1999 fire kampe for landets U-21 hold.